# Henri Bernstein

Henri Bernstein (Henry Léon Gustave Charles Bernstein), (20 de junio de 1876 - 27 de noviembre de 1953) fue un dramaturgo francés asociado con el  Teatro de bulevar.
Su debut teatral se inició en 1900 con Le marché en el que se muestran todos los elementos característicos de su futura obra en el que predominará una producción dramática de historias y tramas intrincadas y de carácter turbio extraídas de la realidad. 
En 1911 la organización de extrema derecha Action française realiza una campaña antisemita y nacionalista contra su pieza teatral Après moi por el origen judío del autor y al que acusan de desertor del servicio militar.
Bernstein fue director del Théâtre du Gymnase Marie Bell entre 1926 y 1939 sin interrumpir su producción teatral. En 1939 estrena Elvire, que revela al público parisino la existencia de los campos de concentración. Durante la Segunda Guerra Mundial huye a Estados Unidos y escribe Portrait d'un défaitiste, un retrato implacable sobre la figura del mariscal Pétain.

## Teatro

### Obras
- 1900 : Le Marché
- 1902 : Le Détour
- 1902 : Joujou
- 1904 : Le Bercail
- 1905 : La Rafale, (Bajo la zarpa)
- 1906 : La Griffe
- 1906 : Le Voleur
- 1907 : Samson
- 1908 : Israël
- 1911 : Après moi
- 1912 : Le Détour
- 1912 : L'Assaut
- 1913 : Le Secret
- 1922 : Judith
- 1924 : La Galerie des glaces
- 1926 : Félix
- 1929 : Mélo
- 1933 : Le Bonheur
- 1936 : Le Cœur
- 1939 : Elvire
- 1949 : La Soif (La sed)
- 1950 : Victor
- 1952 : Evangéline, puesta en escena del autor
- 1955 : Espoir, puesta en escena del autor